# Макија Гранде (Латина)
Макија Гранде је насеље у Италији у округу Латина, региону Лацио.
Према процени из 2011. у насељу је живело 393 становника. Насеље се налази на надморској висини од 8 м.